# 偶像大師 SideM 獻唱舞台！
《偶像大师 SideM 献唱舞台！》，是由Akatsuki开发、万代南梦宫娱乐发行的iOS、Android平台养成游戏应用，属于《偶像大师 SideM》系列作品，游戏于2017年8月30日起开始运营。游戏采用免费下载游玩的机制，可根据个人需求购买付费道具。

## 游戏系统

演唱会模式的游戏画面，背景为实时渲染的3D舞台演出动画

本作以社交网络游戏《偶像大师 SideM》为蓝本，所有游戏角色沿用自该作品。玩家担任“315事务所”制作人对男性偶像进行培养工作。
游戏模式主要为“培养”（プロデュース）和“演唱会”（ライブ）两种。玩家通过选拔男性偶像后组成团队进行培养。
- 培养：为视觉小说和养成游戏模式。玩家首先选择故事章节和要培养的偶像组合，并观看一段游戏剧情，剧情结束后开始共计6个回合的营业，营业结束后进入演唱会模式，演唱会结束后结算报酬。每次养成消耗一定体力。
- 演唱会：为音乐游戏模式。分为养成或活动中发生的演唱会以及通过315 Live进行的演唱会。前者没有额外消耗，而后者消耗LP点数。该模式下背景会播放实时渲染的2D或3D的舞台演出动画，玩家则根据下落的圆环进行相应的操作，并根据操作的准确程度获得相应的分数。演唱会当中会出现两次特殊演出选择机会，通过选择相应的角色观看对应的特殊演出动画。相较于《偶像大师 百万人演唱会！ 剧场时光》《偶像大师 灰姑娘女孩 星光舞台》的音乐游戏模式，该游戏只有一个判断点，整个画面均为判断区域。同时也没有生命值，即使错过也不会扣分甚至中断游戏。
- 偶像：浏览当前所持有的卡片，可以对偶像进行单独的课程训练或观赏3D模型。
- 组合构成：对不同游戏模式下的人员组合进行编排，最多可以编排5个组合。
- 转蛋：使用M星（Mスター）或制作人点数（プロヂューサーポイント，PP）进行随机卡片抽取，发掘男性偶像。SSR卡和部分SR卡拥有独立的演唱会服装或特殊演出动画。
- 营业：2018年10月8日增加的功能，选择5名偶像参加相应的工作，完成后获得道具[4]。

## 音乐
本作收录了来自《ST@RING LINE》《2nd ANNIVERSARY DISC》《ORIGIN@L PIECES》系列专辑的歌曲，亦收录了动画中的部分歌曲。部分乐曲需要满足一定等级或使用道具解锁。游戏活动“WORLD TRE@SURE”相关曲目收录于“THE IDOLM@STER SideM WORLD TRE@SURE”系列CD。

## 宣传与运营

### 宣传
2017年2月11日，在幕张展览馆举行的演唱会“THE IDOLM@STER SideM 2nd STAGE〜ORIGIN@L STARS〜”首次披露。
2017年6月7日，在直播节目“‘理由あって、ニコ生! ～Side Animation～’第4回”发表了第二弹PV，公布了部分游戏画面。
2017年7月15日，在线下活动“THE IDOLM@STER SideM 3rd Anniversary　ST@RTING SIGNAL!!! 2017”发表了第三弹PV，同时开始预约注册。8月3日宣布预约人数达到31.5万并公布乐曲《STARLIGHT CELEBRATE!》的游戏MV，8月22日宣布预约人数达到50万并公布乐曲《BRAND NEW FIELD》的游戏MV。

### 运营
2017年8月30日下午3时15分，游戏开始服务。
2020年12月18日，宣布游戏将缩小运营规模并逐步停止服务。2021年2月19日，宣布游戏将于同年8月31日正式停止服务。
2020年12月18日，在直播节目“アイドルマスター SideM　LIVE ON ST@GE！から重要なお知らせ”中，偶像大师系列综合制作人坂上阳三宣布游戏将缩小运营规模并逐步停止服务。游戏中获得的卡片以及当前正在进行的活动“DRAMA ON ST@GE”将迁移至社交网络游戏《偶像大师 SideM》。偶像大师系列游戏总管三本昌史表示由于游戏质量和开发体制等原因，在与开发公司多次协商后，最终决定停止服务，并表示正在开发新的游戏。
2021年2月19日，宣布游戏将于同年8月31日正式停止服务。2021年3月23日，宣布停止付费道具的销售并停止内容更新。